# Japans bandyförbund
Japan Bandy Federation (日本バンディ連盟) bildades i april 2011 i Osaka, då med Hiromasa Takamura som president. I juni blev de medlemmar i Federation of International Bandy. I oktober sände de en femmannadelegation till ABB Arena Syd i Västerås för en utbildningsvecka som FIB ordnade för länder som inte spelar i A-gruppen i herrarnas VM. De sände ett lag till VM 2012 i Almaty. Första matchen slutade med förlust, 2-6, mot Estland. Därefter blev det 3 vinster mot Kirgizistan och en oavgjord mot Estland.
Man har skrivit under ett samarbetsavtal med SKA Neftianik och Chabarovsk krajs bandyförbund och med ett universitet i Chabarovsk.

## Externa länkar

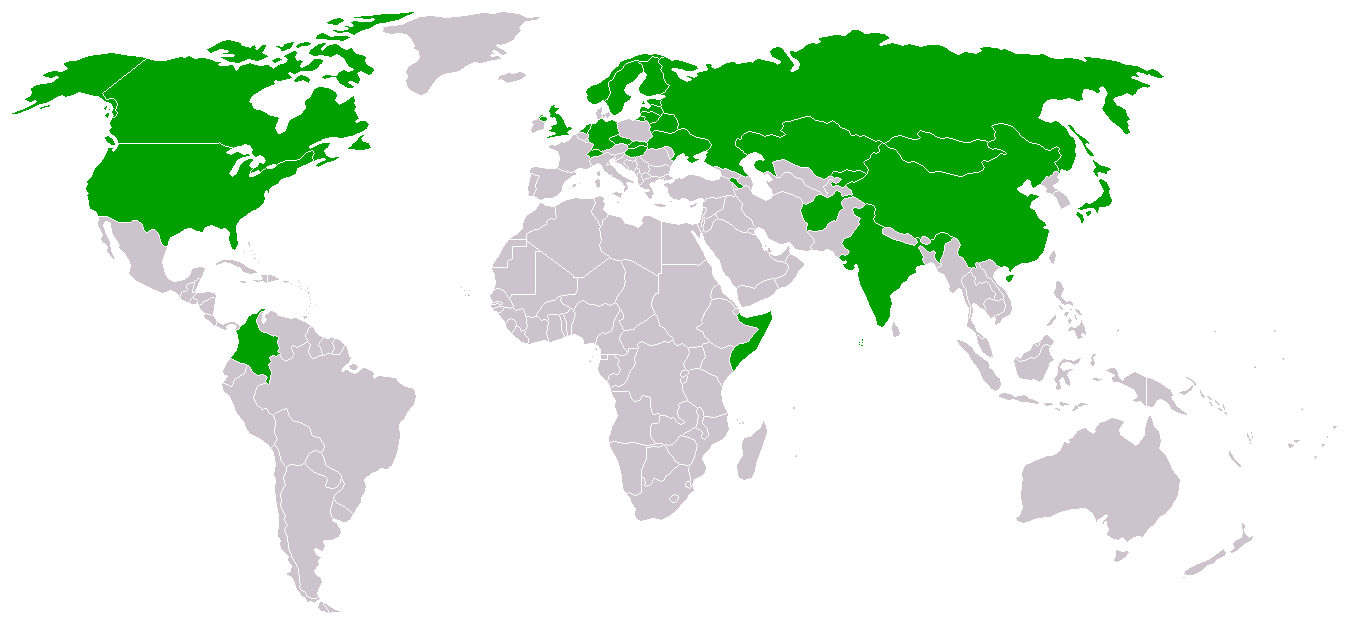
Japan är ett av FIB:s senaste medlemsländer